# Francisco Mantilla
Francisco Javier Mantilla Mier (Cabezón de la Sal, Cantabria, España, 22 de enero de 1958) es un exfutbolista español que se desempeñaba como defensa.

## Clubes
| Club                          | País   | Año       |
| ----------------------------- | ------ | --------- |
| Real Racing Club de Santander | España | 1978-1983 |
| Real Betis Balompié           | España | 1983-1985 |
| R. C. D. Mallorca             | España | 1985-1987 |